# Duamutef
Duamutef je egipatsko božanstvo. Njegov je otac Horus, te je jedan od Horusovih sinova. Ima glavu šakala, pa podsjeća na Anubisa, s kojim je u rodu (Anubis mu je stric). Bog je istoka, zaštitnik trbuha. Štiti ga Neit, božica ratovanja.

## Vanjske poveznice
|  | Zajednički poslužitelj ima još gradiva o temi Duamutef |